# Wild Wadi Water Park

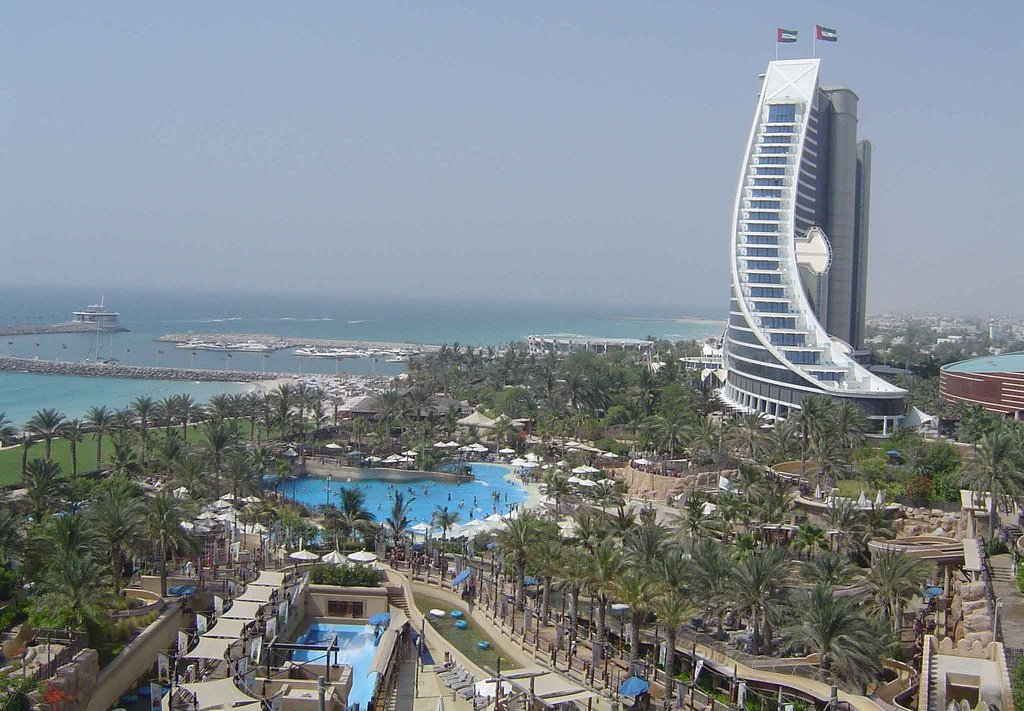
Wild Wadi Waterpark vor dem Jumeirah Beach Hotel

Wild Wadi Water Park ist ein etwa 49.000 m² großer Wasservergnügungspark im Stadtteil Jumeirah von Dubai, Vereinigte Arabische Emirate nahe dem Burj al Arab und dem Jumeirah Beach Hotel.
Die Anlage wurde aufwändig gestaltet wie eine Oase mit Bauwerken, die mittelalterlicher arabischer Architektur nachempfunden wurden. Insgesamt hat der Vergnügungspark 28 Wasser-Rutschen mit Längen zwischen 12 und 128 m, 23 Schwimmbecken und einen 18 m hohen künstlichen Wasserfall, der dem Park in Anlehnung an einen tosenden Wadi (Wüstenfluss) nach starkem Regenfall seinen Namen verliehen hat.